# Abetni
Abetni va ser una reina egípcia de la dinastia XIII.
Només se la coneix per una estela trobada a Lisht, a la fossa 412, on també s'hi va trobar l'estela d'un Fill del Rei anomenat Hepu. El més probable és que fos la seva mare. El seu marit reial, doncs, és desconegut.
L'estela es troba avui al Museu d'Art de Lowe de la Universitat de Miami (número d'inventari 877509).